# 上博伊欣根
上博伊欣根是德国巴登-符腾堡州的一个市镇。总面积6.31平方公里，总人口5386人，其中男性2678人，女性2708人（2011年12月31日），人口密度854人/平方公里。